# Jean-Baptiste-François Hertel de Rouville
Pour les articles homonymes, voir Hertel de Rouville.
Jean-Baptiste-François Hertel de Rouville, né le 23 décembre 1708 à Montréal et mort le 17 mars 1777 dans la même ville, est un officier de la Nouvelle-France.

## Biographie
Jean-Baptiste-François Hertel de Rouville nait dans une famille de militaires. Il est le fils aîné de Jean-Baptiste Hertel de Rouville et de Marie-Anne Beaudoin mariés le 8 février 1708. Il s'engage dans les troupes de la marine.
En 1723, il est enseigne en second, puis enseigne en pied le 21 avril 1733. Cette même année, il épouse Marie-Anne, fille de Jean-Baptiste Le Gras, interprète du Roi et de Geneviève Mailhiot, dans la ville de Montréal.
En 1745, il est élevé au grade de lieutenant.
En 1748, il est nommé commandant du fort Chambly en remplacement de son oncle, Claude Hertel de Beaulac qui est mort quelques mois plus tôt à côté de Chambly, dans le domaine familiale de Pointe-à-Olivier. Il demeurera deux ans comme commandant de ce fort jusqu'en 1750. Durant cette période, il hérita de la moitié de la seigneurie de Chambly comme fils aîné de son père, Jean-Baptiste Hertel de Rouville.
En 1757, il est élevé au grade de capitaine et renommé commandant du fort Chambly jusqu'en 1759.  
Jean-Baptiste-François Hertel de Rouville meurt à Montréal en mars 1777.

## Lignée familiale de commandement au fort Chambly
Son oncle, Claude Hertel de Beaulac à qui il succèda, avait aussi été commandant du fort Chambly, tout comme Paul d'Ailleboust de Périgny, le père de sa tante, Thérèse d'Ailleboust Hertel de Moncour, qui avait été également commandant du fort Chambly en 1704 puis de nouveau en 1716.